# Luang Prabang
Luang Prabang er en by i det nordlige Laos med et indbyggertal på cirka 103.000. Byen ligger på bredden af Mekongfloden og er hovedstad i en provins af samme navn.
Byen er opkaldt efter nationalikonet Phra Bang, en 83 cm høj guld-, sølv- og ædelstensstatue af Buddha, som var det laotiske kongeriges skytsstatue.
19°53′N 102°08′Ø / 19.883°N 102.133°Ø
- Wikimedia Commons har flere filer relateret til Luang Prabang